# 洗浦青年站
洗浦青年站（朝鲜语：／ Sep'och'ŏngnyŏn yŏk */?）是位于朝鮮民主主義人民共和國江原道洗浦郡的一個鐵路車站，属于江原线和青年伊川线。

## 邻近车站
江原线
三防站 - 洗浦青年站 - 城山站
青年伊川线
新生站 - 洗浦青年站